# Epermenia chaerophyllella
Epermenia chaerophyllella — вид лускокрилих комах родини зонтичних молей (Epermeniidae).

## Поширення
Вид поширений в Європі та Малій Азії. Присутній у фауні України.

## Опис
Розмах крил 12-14 мм. Забарвлення мінливе, складається з суміші чорного, каштанового та білого кольорів.

## Спосіб життя
Мотиля можна зустріти в усі місяці року. Найбільш рясні вони з жовтня по травень і в липні і серпні. За рік буває від двох до трьох поколінь, при цьому останнє покоління дорослих особин зимує. Яйця відкладаються з квітня по вересень на нижній стороні зрілого листка кормової рослини, часто біля краю. Личинки живляться листям різних видів зонтичних. Личинки раннього віку мінують листя рослини-господаря. Шахта має форму короткого, іноді розширеного коридору. На одному листку міститься кілька мін декількох личинок, і одна личинка створює кілька мін. Старші личинки живуть вільно. Світло-коричнева лялечка знаходиться у відкритому сітчастому коконі і зазвичай зустрічається в детриті на землі або іноді на листі, або в борозенці черешка.